# Bajada Sargento Cabral
La Bajada Sargento Cabral es una de las calles más antiguas de la ciudad de Rosario, provincia de Santa Fe. Corre de norte a sur, desde la calle San Lorenzo (a la altura del 900) hasta la Av. Belgrano.

## Historia

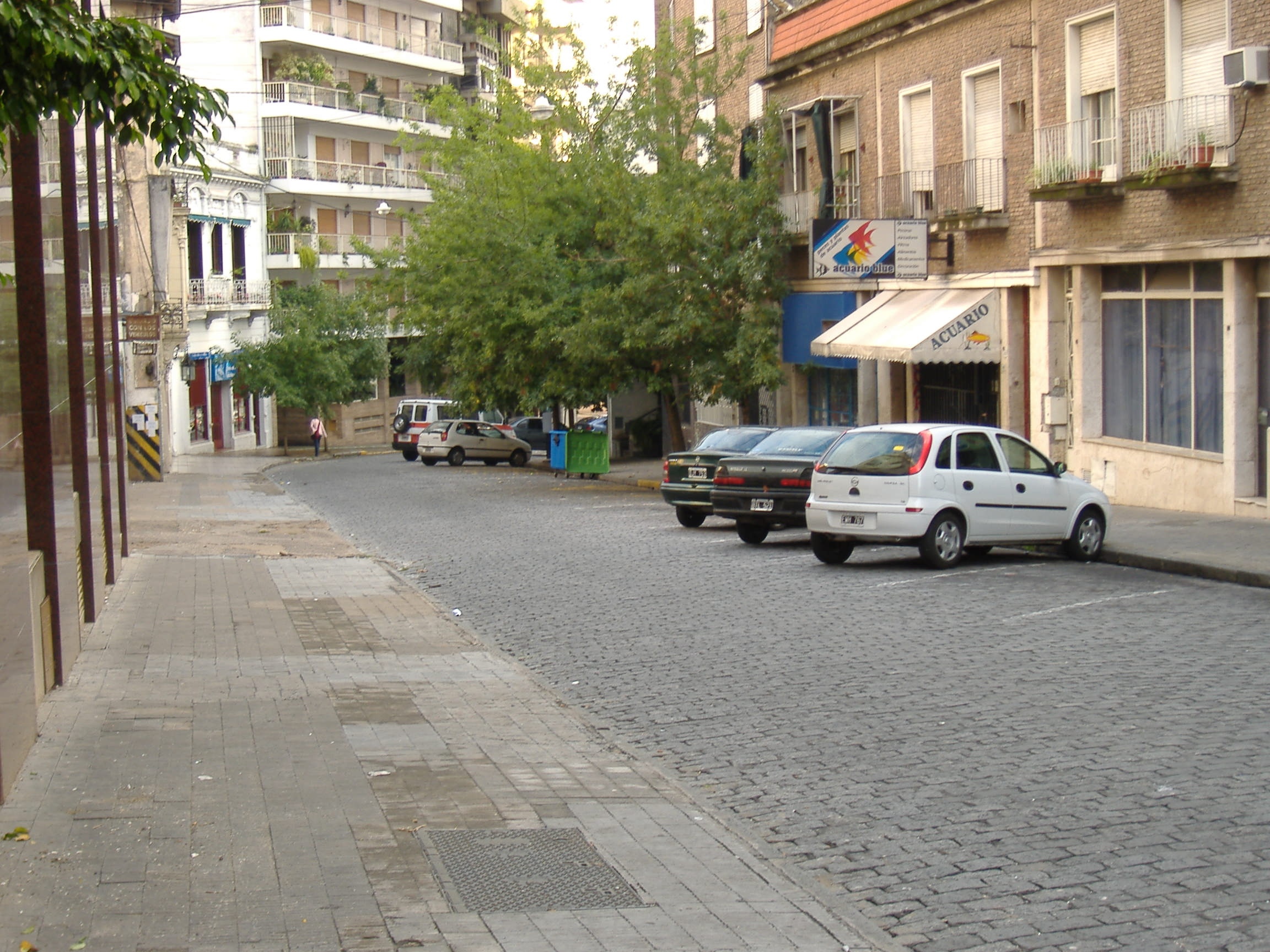
Bajada Sargento Cabral vista desde calle San Lorenzo.

La historia de esta pequeña calle se remonta a los primeros años de Rosario, siendo proyectada durante el siglo XVIII como el primer embarcadero de la ciudad.
El primer nombre que tuvo la bajada fue San Miguel y más tarde pasara a llamarse Bajada Grande, hasta que un decreto del 3 de julio de 1900 le da el nombre definitivo de Sargento Cabral.

## Mitos
Existe una leyenda, con muchas versiones, que habla de la existencia de túneles debajo de la bajada.
Una de las historias cuenta que las mafias que habitaron Rosario a principios del siglo XX construyeron túneles secretos para sus fechorías y que algunos de ellos salían en uno de los grandes almacenes que ocupaban el predio frente a la aduana. Otra de las crónicas habla de la existencia de un túnel que cruzaría desde el Hotel Majestic con la zona frente a la aduana. Ninguna de ellas se pudo comprobar nunca pero aún permanecen entre los mitos de la ciudad de Rosario.